# Ojos que no ven (película de 2000)
Ojos que no ven es una película argentina policial estrenada el 25 de mayo de 2000 coescrita y dirigida por Beda Docampo Feijóo y protagonizada por Mauricio Dayub y Malena Solda.

## Sinopsis
Un asesinato en una casona de Tigre desata una investigación en el ámbito de un semanario político. Los crímenes se suceden y la policía no logra resolver el rompecabezas. Una periodista de revista intentará llegar a la verdad sin saber que le espera más de una sorpresa.

## Elenco
- Mauricio Dayub - Gregorio
- Malena Solda - Clara
- Luis Luque - Liporacci
- Gastón Pauls - Esteban
- Luis Brandoni - Raúl
- Alejandra Flechner - Soledad
- Cristina Banegas - La Rubeo
- Jorge Marrale - Montenegro
- Agustina Lecouna - Flor
- Gabriel Rovito - Figueroa
- Axel Pauls - Abelardo Sachs
- Luis Machín - Forense Escena del Crimen
- Carlos Portaluppi - Forense en la Morgue
- César Bordón - Fiscal
- Camila Keller Sarmiento - Juanita
- Pepe Mariani - Casero
- Ana Julia Catalá - Periodista de Noticiero
- Leonardo Saggese - Muchacho en el Cine
- Pablo Ini - Perito
- Mariano Bolfarini - Perito
- Déborah Abramson - Amiga de Clara
- Ludmila Fincic - Amiga de Clara
- Verónica Andrea Gómez - Amiga de Clara
- Victoria Galardi - Amiga de Clara
- Nuria Docampo Feijóo - Camarera
- Diego Slelatt - Policía del DDI
- Gabriel Fernández - Policía del DDI
- Javier Van de Couter - Policía del DDI
- José Luis Cuello - Policía del DDI
- Juan Ramón Gaona - Policía del DDI
- Sebastián Calarota - Policía del DDI